# Ђула Манди
Ђула Манди (мађ. Mándi Gyula, Julius Mandel; 14. јул 1899) био је мађарски фудбалер јеврејског порекла, који је играо за мађарски фудбалски клуб МТК Хунгарију (са којим је освојио 10 титула првака) и био је члан олимпијске фудбалске репрезентације Мађарске (за коју је одиграо 32 утакмице), који је играо на позицијама одбрамбеног играча. После престанка активног бављења фудбалом постао је менаџер клупских и национални тимова, прво Мађарске па после Израела.

## Каријера

### Играч
Манди је рођен у Будимпешти, Мађарска од оца Игнаца Мандла и мајке Естер Шварц. Као фудбалер, назван је „уметник позиционирања и светски шампион у мерењу времена“.  Играјући клупски фудбал, са МТК је освојио 10 лигашких титула.
Био је део легендарне ере МТК-а, 1920-их и 1930-их. Потписао га је МТК 1919. са 20 година. Играо је поред познатих ограча као што су Ференц Платко, Бела Гутман, Густав Шебеш, Јене Калмар, Имре Шлосер, Јулиу Баратки и Ференц Шаш. Између 1919. и 1925. освојио је седам узастопних шампионата са МТК-ом.
Професионализација игре у Мађарској је ослабила апсолутну доминацију МТК-а, али су остали међу водећим тимовима. До краја каријере 1937. је још три пута освајао шампионску титулу. Између 1923. и 1933. подигао је укупно три пута пехар победника мађарског купа. Манди је укупно одиграо 325 утакмица за МТК.
Мандијева каријера у репрезентацији Мађарске почела је јуна 1921. утакмицом против Немачке. Убрзо је редовно наступао на позицији бека, формирајући одбрану заједно са Карољем Фоглом. У каријери је одиграо укупно 32 међународне утакмице.
Мађарска је учествовала на фудбалском турниру Олимпијских игара 1924. у Паризу. Наде Мађарске су порасле након одлучујуће победе у првом колу над Пољском. Међутим, сензационални пораз од Египта резултатом 0–3 у другој фази окончао је тежње Мађара. Манди је играо у оба меча.
Повреда колена спречила је Мандија да настави своју међународну каријеру до 1929. године, када је поново наступао редовно до 1932. године, укључујући пет мечева за Централноевропском међународном купу. Након што је две године пропустио додатне номинације, вратио се још једном на мађарску страну за квалификациони меч за Светско првенство против Бугарске 1934.

### Тренер
Након што се пензионисао као играч, Манди је постао тренер и био помођни менаџер фудбалске репрезентације Мађарске током ере „Моћних Мађара”. Његов режим тренинга за тим био је необичан за то време, јер је охрабривао мушкарце да се баве атлетиком и планинарењем, као и да тренирају са лоптом и у ситуацијама у мечу.
Средином августа 1957. Манди је постао тренер ФК Америке у Рио де Жанеиру. Његов период са пласманом на средину табеле на државном првенству у Рију 1957. и заједничким последњим местом на турниру Рио-Сао Пауло 1958. сматран је незадовољавајућим и окончан је крајем априла 1958.
Између 1959. и 1964. Манди је радио два пута као селектор Израела, са којим је стигао до финала Купа Азије 1960. године.

## Достигнућа
- Прва лига Мађарске у фудбалу
  - шампион: 1918/19, 1919/20, 1920/21, 1921/22, 1922/23, 1923/24, 1924/25, 1928/29, 1935/36, 1936/37.
- Куп Мађарске у фудбалу (MNK)
  - победник: 1923, 1925, 1932.
  - финалиста:  1930 1935.[18]